# Genre neutre en français moderne et contemporain
Le genre neutre est une catégorie grammaticale qui existait dans la langue latine et en ancien français, et dont il ne reste rien, sinon quelques vestiges, en français moderne. Des propositions de neutralisation de la langue voient le jour en français contemporain, et peuvent donner lieu à la création de néologismes, soit en réaction à ce qui est considéré comme un sexisme de la langue française, soit comme une option pour les personnes non binaires.

## En ancien français
L'ancien français a gardé du latin des formes neutres (ni masculines ni féminines), comme le pronom neutre « el », ou sa variante « al », provenant du « illud » latin ; ces pronoms disparaissent après le XIIe siècle,. Les pronoms démonstratifs « cest » et « cel », encore constatés au XIIe et au XIIIe siècle, sont également des formes neutres. Le pronom « ce » (d'abord sous les formes « ço » ou « ceo ») était une autre forme neutre qui entraînait une désinence ∅ ni masculine ni féminine.

## En français moderne

### Absence du genre neutre et binarisme du français moderne
Il n'y a en français moderne que des noms de genre grammatical masculin ou féminin. « Le français est une langue à deux genres », déclare ainsi Éliane Viennot. De même selon Daniel Elmiger, le français moderne a « un système binaire dans lequel le genre masculin a traditionnellement occupé une place plus importante que le genre féminin ».

### Traces du neutre et structures impersonnelles
D'autres linguistes sont moins catégoriques pour d'autres catégories de mots. Selon Christiane Marchello-Nizia, tout au long de l'histoire du français, les grammairiens se sont montrés hésitants quant à l'existence d'un éventuel genre neutre en français. Les pronoms démonstratifs « ce », « ça », « ceci » et « cela » sont quasi unanimement considérés comme des formes neutres et dans une moindre mesure comme des formes de genre indifférencié. Il en va de même pour « rien » et « quelque chose ».
« Il », employé dans les verbes impersonnels et les locutions verbales impersonnelles, est le plus souvent classé comme un pronom impersonnel ou unipersonnel, et parfois comme un pronom neutre, mais dans ce cas, la distinction n'est pas morphologique mais sémantique.

### Statut du masculin comme éventuel marqueur du neutre
La question du masculin fait débat. Pour l'Académie française, « le neutre, en français, prend les formes du genre non marqué, c’est-à-dire du masculin » ; c'est ainsi que l'on parle de « quelque chose de beau », même quand l'objet en question est désigné par un nom féminin (on ne dit pas : « une table, c'est quelque chose de belle »). Au contraire, pour la linguiste Anne Abeillé, « le masculin n’est pas un genre neutre, mais un genre par défaut : en l'absence de formes neutres, le masculin prévaut en français ».
Une autre question est celle de la valeur générique que les grammaires traditionnelles attribuent au masculin pluriel. En effet, depuis le XVIIe siècle, il faut dire « Les hommes et les femmes sont intelligents », le masculin l'emportant sur le féminin, et valant pour tous. Avant le XVIIe siècle, plusieurs pratiques coexistaient, et il était possible de dire, en vertu de la règle de proximité, « les hommes et les femmes sont intelligentes » : le sujet le plus proche du verbe étant « les femmes », l'accord pouvait se faire au féminin,. Il semble toutefois que l'accord au masculin était l'usage le plus fréquent : analysant le corpus en moyen français de l'ATILF (textes de 1330 à 1500) et la fréquence des accords de proximité, Marie-Louise Moreau conclut que l’accord au masculin y est majoritaire.
Selon la Commission générale de terminologie et de néologie, en français moderne ; « héritier du neutre latin, le masculin se voit conférer une valeur générique, notamment en raison des règles du pluriel qui lui attribuent la capacité de désigner les individus des deux sexes et donc de neutraliser les genres ». Cette affirmation est contestée par certains linguistes, pour qui l'accord au masculin pluriel serait l'expression d'un sexisme linguistique. Alain Rey déclare ainsi : « le fait que 99 femmes et un homme deviennent "ils" au pluriel est évidemment scandaleux. Cette situation est aggravée par le fait que la langue française a la malchance de ne pas avoir de neutre : l’accord au masculin est clairement antiféministe ». Le Haut Conseil à l'égalité entre les femmes et les hommes (HCE) partage cette opinion et avance l'argument des effets psychologiques de l'accord au masculin sur les personnes francophones : « l’usage du masculin n’est pas perçu de manière neutre en dépit du fait que ce soit son intention, car il active moins de représentations de femmes auprès des personnes interpellées qu’un générique épicène » (par exemple « les diplomates » est un générique épicène, qui ne précise pas le sexe des individus concernés, à la différence de « les ambassadeurs », ou « les ambassadrices »). Dans son essai La distinction, Pierre Bourdieu considère que la place grammaticale centrale du genre masculin dérive du symbolisme lié au groupes dominants et subordonnés, et participe à l'univers social où les femmes occupent un rôle secondaire. Markus Brauer et Mickaël Landry se basent sur 5 études en langue française pour démontrer que le masculin générique n'est pas neutre comme il est parfois présenté.

### Comparaison avec d'autres langues
« La plupart des langues du monde ne possèdent pas de genre grammatical », selon la linguiste Anne Abeillé. Par exemple, le chinois, le japonais ou le turc ne possèdent pas de genre. La distinction de genre existe dans 44 % des langues selon un atlas qui en répertorie 256, cependant parmi ces 44 %, toutes les langues ne font pas correspondre nécessairement la distinction de genre et le sexe des individus. La différence entre genres grammaticaux peut servir à classer les humains et les non-humains, ou encore, les animés et les inanimés. Certaines langues ont une dizaine de genres.
Les langues binaires en termes de genre comme le français seraient minoritaires également selon la linguiste Johanna Nichols, qui a comparé sous cet angle 174 langues. Le français compte, selon elle, parmi les 27 % de langues « dotées d’un genre grammatical ou d’une autre forme de classification nominale ».

## En français contemporain
De nouvelles stratégies de neutralisation sont apparues, répertoriées par exemple dans Pour une grammaire non sexiste de Céline Labrosse (1996) ou dans la Grammaire non sexiste de la langue française de Suzanne Zaccour et Michaël Lessard (2017). Alpheratz, qui a écrit une Grammaire du français inclusif (2018) et est spécialiste du genre neutre et du français inclusif en français contemporain,,, propose un système de genre neutre (le système al) dont certaines formes sont expérimentales, et le définit ainsi : 

« le genre grammatical neutre est une catégorie grammaticale associant à des « référents » en structure impersonnelle, agenres, de genre social commun, de genre inconnu ou de genre non binaire soit des mots possédant des marques morphologiques (exclusivement) ni de genre masculin ni de genre féminin, soit des mots possédant des marques de plusieurs genres, soit des mots épicènes (identiques à tous les genres). »

— Alpheratz, Grammaire du français inclusif, page 53
Parmi les classements des nouvelles formes, certains distinguent d'une part les formes hybrides ou bigenrées, qui opèrent une fusion de formes masculine et féminine (« iel », « lecteurice ») ; et, d'autre part, les formes neutres au sens strict, qui abolissent totalement le genre (« ul », « ol », « mo »),. Ces deux catégories de formes diffèrent de la rédaction épicène qui exploite les possibilités déjà présentes dans la langue, en évitant les formes genrées.

### Neutralisation par le recours au langage épicène
Le français offre traditionnellement la possibilité d'utiliser pour certaines notions une forme non différenciée, qui ne varie donc pas au masculin et au féminin. Cette forme est celle de nombreux noms et adjectifs, particulièrement ceux qui s'achèvent par -e, comme « bibliothécaire », « journaliste », « Belge », « tendre », « agréable » etc. Pour certains mots, la variation en genre n'est pas perceptible dans le langage oral, comme « ami-amie ». Enfin, il y a la possibilité d'utiliser des doublets pour contourner le masculin générique et de dire par exemple « les étudiants et les étudiantes ».
D'autres « stratégies d’évitement » supposent l'emploi de formes impersonnelles comme « Il faut partir », « C’est le moment de partir » en lieu et place de « Il/elle doit partir » etc..
Néanmoins, une étude sur les biais implicites en langue anglaise indique, dans le contexte d'une élection présidentielle, que l'usage de termes épicènes, majoritaires en langue anglaise, évoque plus souvent le masculin que le féminin, même lorsque la représentation féminine est plus probable.

### Neutralisation par la création de nouvelles formes hybrides
Une stratégie de neutralisation consiste à utiliser des « formes hybrides », qui associent des formes féminines et masculines. Les pronoms neutres sont les plus connus parmi ces néologismes, tout particulièrement le néopronom inclusif « iel » (ou « ielle » ou « yel »), combinaison de « il » et « elle ». Cette forme est introduite dans le dictionnaire Le Robert en 2021. Selon le même procédé ont été créés des substantifs comme « lecteurice » (de « lecteur » et « lectrice »), « chômeureuse » (de « chômeur » et « chômeuse »), « frœure » (de « frère » et « sœur »), etc.
L’accord des adjectifs et des participes passés entraîne soit la création selon le même principe de nouvelles formes d'adjectifs : « heureuxses » (de « heureux » et « heureuses »), « valeureuxe » (de « valeureux » et « valeureuse »), « créatifve » (de « créatif » et « créative »), etc. — ou de doublets abrégés : « arrivé.e », « arrivé-e », « arrivé(e) » (au lieu de « arrivé » ou « arrivée »).
Des déterminants peuvent également faire l'objet d'une hybridation, comme « toustes » (au lieu de « tous » et « toutes »), des pronoms démonstratifs, comme « cellui », au lieu de « celle » et « celui »), etc.

### Neutralisation par la création de nouvelles formes neutres
Des formes neutres au sens strict, c'est-à-dire qui ne sont pas forgées à partir de formes masculines et féminines, ont été proposées ; il en va ainsi de pronoms comme « ul » ou « ol » (en remplacement de « il » ou de « elle »), ou de l'adjectif possessif « mo » (au lieu de « mon » ou de « ma »). Ces créations s'autorisent de l'exemple du pronom neutre suédois, « hen ».
L'accord du participe passé abolit également dans ces cas la référence au masculin et au féminin. L’accord fait intervenir la lettre (T), on écrira ainsi « ul est arriveT » ou deux lettres (ae) : « ol est bien entourae ».
Ces inventions rendent plus manifeste, selon Mona Gérardin-Laverge, le caractère non nécessaire, et non naturel du binarisme de genre dans la langue.

### Usages sociaux

#### Pronoms neutres
L'affichage des pronoms, notamment neutres, à utiliser consiste pour une personne à indiquer, par exemple dans sa signature de courriel, sur son profil sur les réseaux sociaux, ou avec un badge porté sur sa veste, par quel pronom cette personne souhaite être désignée. Cet usage est apparu, selon le journal Le Monde, dans les milieux militants homosexuels et transgenres avant de se répandre « chez les féministes, les étudiants en sciences sociales et, plus largement, dans la génération du millénaire ». L'indication du pronom neutre sur les réseaux sociaux fait partie du mode de communication de nombre de personnes non-binaires.
Les estimations du degré de diffusion des néopronoms en français varie selon les médias. Le magazine Elle estime en 2020 que ces pronoms neutres « peinent à s'imposer ». Interrogé par le journal Le Monde, Arnaud Alessandrin, sociologue à l’université de Bordeaux, affirme en 2021 que cet usage « déborde du cadre militant ».

#### Analyses des causes de la diffusion des pronoms
Selon la coordonnatrice du Centre de lutte contre l’oppression des genres de l’Université Concordia, Gabrielle Bouchard, l'adoption d'un langage plus neutre en termes de genre correspond à une nécessité intime pour nombre de personnes transgenres ; « la détresse de ces personnes provoquée par l’utilisation d’un pronom genré (le « il » ou le « elle ») peut aller très loin » affirme-t-elle. De même, Karine Espineira, sociologue des médias, souligne le fait que le mégenrage peut être vécu comme un acte de « violence » par une personne trans, surtout dans les premières étapes de la transition.
Quant à l'affichage des pronoms par des personnes non-trans, il aurait pour objectif, en partie, de marquer un soutien aux transgenres en reproduisant leurs codes. Étant donné que les personnes transgenres sont souvent visées par des remarques désobligeantes, voire par du cyberharcèlement, le fait de généraliser la mention du pronom crée un « effet-parapluie ». L'adoption de cette pratique au-delà des communautés trans serait liée également à une sensibilité nouvelle des jeunes générations plus disposées que les précédentes à reconnaître la fluidité des identités de genre. Selon un sondage de l'IFOP réalisé en novembre 2020, pour 22 % des 18-30 ans les catégories homme ou femme ne constituent pas des catégories pertinentes selon lesquelles ces personnes interrogées pourraient se définir.
Les spécialistes du langage s'accordent sur le fait que les évolutions linguistiques récentes dans le monde francophone proviennent des États-Unis, où la sortie du placard de certaines vedettes de la musique pop a contribué à la médiatisation de ces thématiques. La banalisation de la pratique de l'affichage des pronoms dans la société américaine, qui se retrouve dans les signatures de courrier électronique ou sur les cartes de visite, se traduit par exemple par la manière dont Kamala Harris, vice-présidente des États-Unis, rédige sa biographie Twitter : « (en) Fighting for the people. Wife, Momala, Auntie. She/her. (...) », que l'on peut traduire par : « Se bat pour le peuple. Femme, Mère, Tante. Elle/elle. (...) »,. Quant aux personnes non binaires, elles utilisent de plus en plus le pronom they singulier (they/them) pour lequel on a proposé en français le néologisme « iel ».

### Niveaux de reconnaissance institutionnelle

#### Positions au Canada
En 2012 le gouvernement de l'Ontario ayant intégré dans le Code l'interdiction de toute discrimination fondée sur l’identité de genre, la Commission ontarienne des droits de la personne a promulgué, en accord avec cet amendement, une nouvelle clause selon laquelle « le refus de désigner une personne trans par le nom de son choix ou par un pronom personnel qui correspond à son identité sexuelle est susceptible de constituer une forme de discrimination lorsqu’elle survient dans un domaine social couvert par le Code des droits de la personne de l’Ontario ». Ancienne membre du Tribunal des droits de la personne de l’Ontario, Sophie Martel renvoie aux différentes formes verbales recommandées par l'Office québécois de la langue française pour s'adresser à des personnes non-binaires, comme le langage épicène, les néologismes neutres constitués soit de formes hybrides (comme « iel », contraction de formes masculine et féminine), soit de formes non genrées (comme « ul » ou « ol »).
En 2017 Ottawa, qui compte 22 % de francophones, inclut à son tour dans les motifs de discrimination « l’identité ou l’expression de genre ». La loi ne donnant pas de définition de l'expression de genre, certains ont fait campagne pour qu'une non-utilisation des pronoms neutres ne puisse pas être retenue comme une forme de discrimination, et ne puisse donc pas être punissable, cependant, le Sénat s'est abstenu d'accéder à leur demande.

#### Positions en France
En 2017, le Premier ministre Édouard Philippe demande aux ministres de son gouvernement de proscrire dans les documents administratifs l'écriture inclusive ; dans sa circulaire il affirme : « Le masculin est une forme neutre qu'il convient d'utiliser pour les termes susceptibles de s'appliquer aux femmes ».
L'Académie française défend l'idée de « masculin neutre ». Elle prend position contre l'écriture inclusive qu'elle présente comme un « péril mortel »; cependant, la Commission générale de terminologie et de néologie, qui dicte la norme linguistique dans les textes officiels du gouvernement, compte parmi ses membres le Secrétaire perpétuel de l’Académie française. Active dans la sphère de l'administration, cette Commission reproduit de fait la doctrine de l'Académie française. L'Académie française n'émet toutefois que des recommandations.[non pertinent]

#### Positions en Suisse
En 2015 le canton de Neuchâtel adopte un règlement « concernant une formulation des textes officiels qui respecte l'égalité des sexes » dans lequel le recours à des « formes neutres ou épicènes » devient obligatoire ; auparavant, le Conseil d'État de Neuchâtel tolérait le masculin générique (le considérant comme neutre). Ce règlement autorise l'utilisation des tirets comme dans le cas de « intéressé-e » par exemple. Il s'applique à « tous les textes qui émanent du Conseil d'État et de ses départements, de l'administration cantonale et des établissements cantonaux de droit public, dotés ou non de la personnalité juridique, ainsi qu'à tous autres avis, formulaires et publications officiels ». Le canton de Neuchâtel a effectué une refonte de sa Constitution en « écriture dégenrée ».
En 2021 le canton de Genève fixe des règles « pour une rédaction officielle inclusive et respectant l'égalité » qui préconise l'utilisation du langage épicène et de « termes neutres » notamment en termes de genre ; cependant, la loi interdit les points médians et les tirets au motif qu'ils porteraient atteinte à la lisibilité des actes officiels.
En 2021, en Suisse romande la Conférence intercantonale de l’instruction publique annonce une réforme du langage dans les écoles romandes censée entrer en vigueur en 2023 par laquelle les enseignants seront incités à recourir au langage épicène, c'est-à-dire à privilégier « les tournures neutres ou collectives », en lieu et place du masculin. Plutôt que de dire « les enseignants », par exemple, il est recommandé de dire « le corps enseignant ». Ainsi il s'agit d'un langage « moins genré » qu'auparavant, sans être absolument neutre ; il n'est pas prévu d'introduire des points médians. En matière d'écriture inclusive, Pascal Gygax affirme que la Suisse romande, demeurée sous l'influence de l’Académie française, aurait vingt ans de retard par rapport à la Suisse alémanique.

### Comparaisons avec des pays non francophones
Pronom neutre en anglais, le they singulier a été promu « mot de l'année » en 2019 par le dictionnaire Merriam-Webster. L'équipe de ce dictionnaire de référence pour l'anglais américain justifie son choix notamment par une augmentation de 313 % entre 2018 et 2019 du nombre de recherches en ligne comportant ce pronom inclusif. La notice du Merriam-Webster précise que la popularité récente de they singulier est liée à son utilisation par des personnes non binaires ; elle donne comme exemple des propos de Sam Smith, artiste britannique non-binaire qui demande dans un post Instagram que le pronom they soit employé pour faire référence à sa personne.
Le pronom neutre suédois hen, néologisme créé dans les années 1960 par des groupes féministes, est entré dans le dictionnaire de l'Académie suédoise en 2015 ; il avait été oublié pendant une longue période, puis avait connu dès les années 2000 une large diffusion. Il est employé couramment jusque dans les textes officiels, et dans des contextes si divers qu'il a cessé d'évoquer une revendication militante.